# Edward Lear

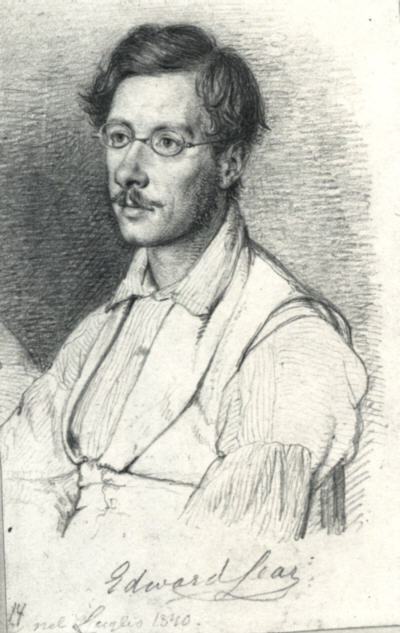
Edward Lear gezeichnet von Vilhelm Marstrand, 1840

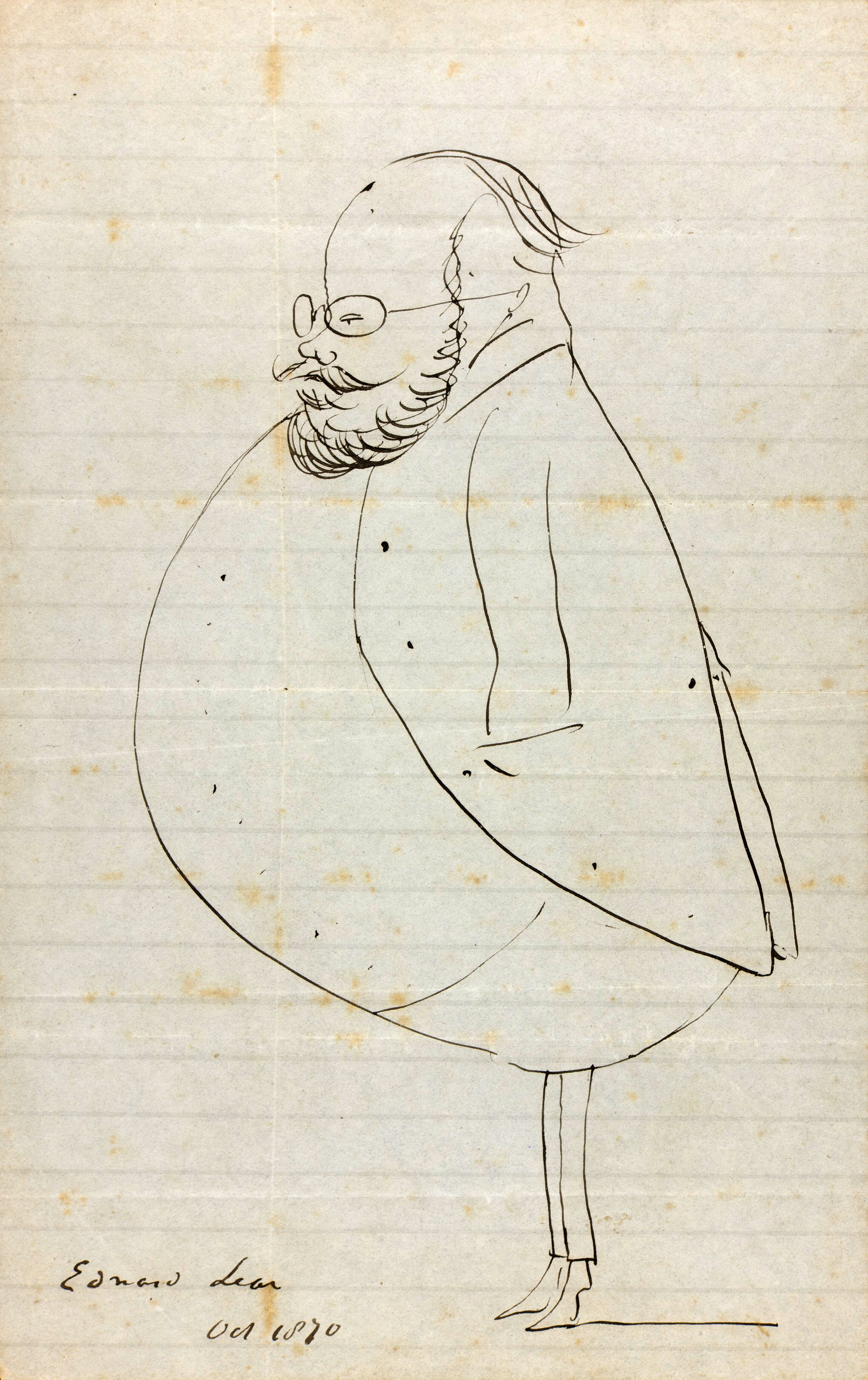
Edward Lear, Selbstkarikatur, 1870

Edward Lear (* 12. Mai 1812 in Highgate; † 29. Januar 1888 in Sanremo) war ein englischer Schriftsteller und Maler. Zusammen mit Lewis Carroll gilt er als einer der großen Meister der viktorianischen Nonsense-Literatur; seine zahlreichen Limericks und Gedichte wie The Owl and the Pussycat sind Klassiker des Genres. In jungen Jahren trat Lear zunächst als Landschaftsmaler und Illustrator von Naturmotiven in Erscheinung, wobei insbesondere seine wissenschaftlichen Zeichnungen exotischer Vögel breite Beachtung fanden.

## Leben
Edward Lear war das zwanzigste Kind des Londoner Wertpapierhändlers Jeremiah Lear und seiner Frau Ann.
In seiner Kindheit machte er schwere Krankheitsanfälle durch: Mit fünf, sechs Jahren litt er unter epileptischen Anfällen, einige Jahre später unter depressiven Schüben.
Aufgrund der Fehlspekulationen des Vaters im Jahr 1816 verarmte die Familie und die Eltern konnten nicht mehr ausreichend für ihre zahlreichen Kinder sorgen. Edward wurde deshalb von seiner älteren Schwester Ann großgezogen, in deren Haushalt zog Edward im Alter von 15 Jahren. Um Geld zu verdienen, versuchte er sich als Illustrator.
Im Juni 1830 begann er seine Arbeit an Illustrations of the Family of Psittacidæ, or Parrots, die im November veröffentlicht wurden und seinen Ruf als ornithologischer Zeichner begründeten. Einige Zeit arbeitete er mit John Gould zusammen. Von 1832 bis 1836 beschäftigte ihn Lord Stanley, der Präsident der Zoological Society of London, als Zeichner auf seinem Landsitz Knowsley Hall. Lear war Mitglied der naturforschenden Linnean Society of London. In den folgenden Jahren reiste Lear durch Europa und fertigte viele weitere Zeichnungen an.
1846 veröffentlichte Lear unter dem Pseudonym Derry Down Derry sein bekanntestes Werk, A Book of Nonsense. Im selben Jahr gab er Königin Victoria Zeichenunterricht. Später lernte er Alfred Tennyson und William Holman Hunt kennen. Von 1855 bis 1864 lebte Lear abgesehen von kurzen Unterbrechungen auf der damals unter britischem Protektorat stehenden ionischen Insel Korfu. Von dort aus unternahm er mehrere Reisen in die nahe gelegenen osmanischen Balkanprovinzen. Lear versuchte sich in der Ölmalerei, allerdings fanden seine Landschaftsbilder keinen großen Beifall. Im Februar 1865 veröffentlichte er seine erste Nonsens-Geschichte, The History of the Seven Families of the Lake Pipple-Popple. Zwei Jahre später folgte sein erstes Nonsens-Lied, The Owl and the Pussycat. Der Folgeband seiner Gedichte, More Nonsense, wurde im Dezember 1871 veröffentlicht. Seit 1871 wohnte Lear in Sanremo, zunächst in der Villa Emily, dann ab 1881 in der Villa Tennyson, wo er 1888 starb. Er wurde auf dem Cimitero Monumentale della Foce beerdigt.

## Moderne Werkausgaben

### Englisch
Lears Nonsense-Werke sind in zahllosen Sammelbänden und Einzeldrucken erschienen, darunter viele Kinderbücher. Zu den Ausgaben mit gehobenen editorischem Anspruch zählen unter anderem:
- The Complete Nonsense and other Verse. Hrsg., mit einer Einleitung und Anmerkungen versehen von Vivian Noakes. Penguin, London 2006, ISBN 978-0-14-042465-2.
- Nonsensus. Comparing the 1846, 1855 and 1861 Printed Texts of 116 Edward Lear Limericks to Their Original Manuscripts. Zusammengestellt von Justin G. Schiller, mit einer Einleitung von Vivian Noakes. Catalpa Press, Strood 1988.

Moderne Ausgaben von Lears Reisetagebüchern:
- Indian Journal. Hrsg. von Ray Murphy. Jarrolds, London 1953.
- Edward Lear in Southern Italy. Mit einer Einleitung von Peter Quennell. William Kimber, London 1964.
- Edward Lear in Greece. Mit einer Einleitung von Peter Quennell. William Kimber, London 1965.
- Lear's Corfu. Mit einer Einleitung von Lawrence Durrell. Corfu Trafel, Korfu 1965.
- Edward Lear in Corsica. Mit einer Einleitung von Peter Quennell. William Kimber, London 1966.
- The Cretan Journal. Hrsg. von Rowena Fowler. Denise Harvey & Co., Athen 1984.
- Edward Lear in the Levant: Travels in Albania, Greece and Turkey in Europe, 1848–1849. Hrsg. von Susan Hyman. John Murray, London 1988.
- Edward Lear in Albania: Journals of a Landscape Painter in the Balkans. Hrsg. von Bejtullah Destani und Robert Elsie, mit einem Vorwort von Vivian Noakes. I.B. Tauris, New York 2008, ISBN 978-1-84511-602-6.

Ausgaben der Briefe:
- Letters of Edward Lear. Hrsg. von der Lady Strachey. T. Fisher Unwin, London 1907.
- Later Letters of Edward Lear. Hrsg. von der Lady Strachey. T. Fisher Unwin, London 1911.
- Selected Letters. Hrsg. von Vivien Noakes. Oxford University Press, Oxford 1988.

Lears malerisches, zeichnerisches und musikalisches Werk ist u. a. in folgenden modernen Editionen zugänglich:
- Edward Lear’s Tennyson. Hrsg. und mit einer Einleitung versehen von Ruth Pitman. Carcanet, Manchester 1988.
- Impossible Picturesqueness: Edward Lear's Indian Watercolours, 1873–1875. Hrsg. von Vidya Dehejia. Columbia University Press, New York 1989.
- 1830–1832: Illustrations of the Family of Psittacidæ, or Parrots. Die Papageien. Taschen Verlag, Köln 2009, ISBN 978-3-8228-5274-3 (Bildband mit allen Illustrationen der Erstausgabe von 1832).
- Edward Lear and the Art of Travel. Ausstellungskatalog einer Werkschau im Yale Center for British Art, New Haven (September 2000 – Januar 2001), hrsg. von Scott Wilcox und Eva Bowerman. Yale Center for British Art, New Haven 2000, ISBN 0-930606-92-2.

### Deutsch
Viele von Lears Gedichten wurden mehrfach ins Deutsche übertragen, wobei einige der Resultate eher als Nachdichtungen denn als Übersetzungen anzusehen sind, unter anderem erschienen Sammelbände:
- Edwards Lears Nonsense-Verse. Deutsch von H. C. Artmann, mit einem Nachwort von Klaus Reichert. Insel-Verlag, Frankfurt am Main 1963.
- „Wie nett, Herrn Lear zu kennen.“ Reime und Geschichten von Edward Lear. Deutsch von Grete Fischer. Heimeran, München 1965.
- Edward Lears kompletter Nonsens: Limericks, Lieder, Balladen und Geschichten. „Ins Deutsche geschmuggelt“  von Hans Magnus Enzensberger. Insel, Frankfurt am Main 1977.
- Sämtliche Limericks. Zweisprachige Ausgabe, deutsch von Theo Stemmler. Reclam, Stuttgart 1988, ISBN 978-3-15-020172-5.
- Das Buch der Limericks – The Book of Nonsense. Zweisprachige Gesamtausgabe mit den Illustrationen des Autors, Übertragungen ins Deutsche von Kai Kilian und Kim Landgraf. Anaconda Verlag, Köln 2008, ISBN 978-3-86647-263-1.
- Der Quingelwingelquie. Deutsch von Hans Adolf Halbey. Sellier Verlag, Freising, 1969.

## Trivia
- Lears inspirierte die Nonsens und Wortspiele liebende Band The Beatles und wird in deren Lied Paperback Writer namentlich erwähnt.[3]

## Sekundärliteratur
- Matthew Bevis und James Williams (Hrsg.): Edward Lear and the Play of Poetry. Oxford University Press, Oxford 2016, ISBN 978-0-19-870856-8
- Thomas Byrom: Nonsense and Wonder: The Poems and Cartoons of Edward Lear.  Dutton, New York 1977, ISBN 0-525-16835-4.
- Susan Chitty: That Singular Person Called Lear: A Biography. Weidenfeld & Nicolson, London 1988, ISBN 0-297-79388-8.
- Peter Levi: Edward Lear: A Biography. Macmillan, London 1995, ISBN 0-333-58804-5.
- Vivien Noakes: Edward Lear: The Life of a Wanderer. Collins, London 1968. 4., revidierte und erweiterte Ausgabe: Sutton, Stroud 2004, ISBN 0-7509-3743-2.
- Vivien Noakes: The Painter Edward Lear. David & Charles, Newton Abbot 1991, ISBN 0-7153-9778-8.
- Jenny Uglow: Mr Lear: A Life of Art and Nonsense. Faber & Faber, London 2017, ISBN 978-0-571-26954-9.
- Sara Lodge: Inventing Edward Lear, Cambridge, Massachusetts : Harvard University Press 2019, ISBN 978-0-674-97115-8
- Raffaele Gaetano, Senza ombre di cerimonie. Sull'ospitalità nei "Diari di viaggio" in Calabria di Edward Lear, Pellegrini, Cosenza, 2020, ISBN 978-88-6494-165-3
- Raffaele Gaetano, Per La Calabria Selvaggia: 109 disegni inediti di Edward Lear. Dalla Collezione Della Central Library di Liverpool, Iiriti, Reggio Calabria, 2021, ISBN 978-88-6822-888-0
- Raffaele Gaetano, Edward Lear: Cronache di un viaggio a piedi nella Calabria del 1847, Laruffa, Reggio Calabria, 2022, ISBN 978-88-7221-704-7